# Međudjelujuće galaktike
Međudjelujuće (interaktivne) galaktike su vrsta galaktika. Predstavljaju skupinu dvije ili više galaktika koje međusobno uzajamno djeluju jedna na drugu. Remete izgled jedna drugoj. Tvore mostove od zvjezdanih nakupina i međuzvjezdane tvari i vremenom prolaze jedna kroz drugu. Posljedica međudjelovanja je zvjezdorodnost i snažno infracrveno zračenje.
Međudjelovanje se javlja zbog dovoljne međusobne blizine galaktika, zbog čega uzajamno djelovanje gravitacije bitno utječe na oblik, kretanje tvari i zvijezda, zvjezdotvorne procese, a u nekim slučajevima i na razmjenu tvari između galaktika. Prepoznatljivi oblici koji kod međudjelujućih galaktika su repovi, mostovi i izbačena tvar.

## Vanjske poveznice
- В. П. Решетников. Взаимодействующие галактики (rus.) astronet.ru (26. ožujka 2001.). Provjereno 17. ožujka 2009.
- В. А. Яковлева. Пекулярные галактики: Взаимодействующие галактики (rus.). astronet.ru. Provjereno 17. ožujka 2009.
- Galaxy Collisions  Arhivirana inačica izvorne stranice od 4. ožujka 2016. (Wayback Machine) (eng.)
- Galactic cannibalism (eng.)
- Galactic Collision Simulation  Arhivirana inačica izvorne stranice od 14. svibnja 2011. (Wayback Machine) (eng.)
- Zbornik snimaka međudjelujućih galaktika snimljenih teleskopom Hubbleom (eng.)